# يوري بلاتونوف
يوري بتروفيتش بلاتونوف (مواليد 19 يوليو 1945) (بالروسية: Юрий Петрович Платонов) هو نفساني روسي، وأستاذ وعميد معهد سانت بطرسبورغ الحكومي لعلم النفس والعمل الاجتماعي.

## مسيرته
وُلد يوري بلاتونوف بتاريخ 19 يوليو 1945 في منطقة القرم بالاتحاد السوفياتي. بعد تخرجه من كلية علم النفس في جامعة لينينغراد الحكومية في عام 1975 واصل العمل في الجامعة محاضرا ورئيس القسم.
في عام 1992، أصدرت إدارة مدينة سانت بطرسبرغ مرسوما بشأن إنشاء مؤسسة تعليم عال جديدة بمبادرة من بلاتونوف، موجهة نحو توفير التدريب في العمل النفسي والعمل الاجتماعي، والذي أصبح فيما بعد معهد سانت بطرسبورغ الحكومي لعلم النفس والعمل الاجتماعي. وقد ظل الأستاذ بلاتونوف منذ ذلك الحين عميدا للمعهد.

## جوائز
- الشخصية الفخرية للتعليم العالي الروسي
- وسام الشرف (2006) - لإنجازاته في العلوم والتعليم، ولسنوات العمل المتواصلة.[1]
- وسام الاستحقاق للأرض من الدرجة الرابعة (Order of Merit for the Fatherland)سنة 2011، من أجل الإنجازات العظيمة في مجال العلم والتعليم وتدريب الاختصاصيين المؤهلين.[2]
- نائب رئيس جمعية سان بطرسبرج النفسية

## روابط خارجية
- Professor Platonov's profile at the web-site of the Graduate School of Management of St. Petersburg State University (in Russian)
- Website of St. Petersburg State Institute of Psychology and Social Work (in Russian)
- St. Petersburg Psychological Society (in Russian)